# Ben Foster (piłkarz)
Benjamin Anthony Foster (ur. 3 kwietnia 1983 w Royal Leamington Spa) – były angielski piłkarz występujący na pozycji bramkarza.

## Kariera

### Stoke City
Ben Foster zaczynał karierę w 2000 roku w zespole Racing Club Warwick. 25 kwietnia 2001 roku dołączył do drużyny Stoke City. Szybko został wypożyczony do Bristol City. W roku 2003 doznał kontuzji więzadła po tym, jak grał w tenisa z bratem, która wykluczyła go z gry na okres sześciu miesięcy. W latach 2002–2003 był wypożyczany do Tiverton Town, a także do Stafford Rangers, Kidderminster Harriers i Wrexham.

### Manchester United
Podczas wypożyczenia we Wrexham Foster został zauważony przez menadżera Manchesteru United, Alexa Fergusona. Menedżer 'Czerwonych Diabłów' próbował przez kilka lat znaleźć zastępcę dla niegrającego już Petera Schmeichela. Zdecydował się kupić młodego Anglika za 1 mln funtów. Uzgodnił kontrakt z Manchesterem w dniu 15 lipca 2005 roku, a transfer oficjalnie został potwierdzony w dniu 19 lipca.

### Wypożyczenie do Watfordu
1 sierpnia 2005 roku Foster nie był jeszcze gotowy do gry w pierwszym składzie Czerwonych Diabłów, więc został wypożyczony do Watfordu. Menedżer Szerszeni Aidy Boothroyd stwierdził, że Foster jest lepszy niż obecny bramkarz Manchesteru Edwin van der Sar i podkreślał, że zostanie on jednym z najlepszych bramkarzy świata. Foster pomógł klubowi awansować do Premier League, pokonując Leeds United 3:0 w finałach play-off. Ponownie został wypożyczony do Watfordu na drugi sezon, kiedy to Manchester United sprowadził polskiego bramkarza Tomasza Kuszczaka z West Bromwich Albion.

### Powrót do Manchesteru United
W czerwcu 2007 roku ogłoszono, że Foster będzie musiał poddać się operacji urazu więzadła, co oznaczało, że opuści większą część sezonu. Powrócił pod koniec minionego roku. Po powrocie zadebiutował w rezerwach z drużyną Middlesbrough 6 marca 2008 r., kiedy podstawowy bramkarz Edwin van der Sar został kontuzjowany, a Tomasz Kuszczak zawieszony za czerwoną kartkę. Zagrał przeciwko Portsmouth w rozgrywkach FA Cup. Sir Alex Ferguson musiał także wystawić Fostera w pierwszym składzie w meczu z Derby County. W następnym meczu Premier League przeciwko Boltonowi Wanderers zagrał Kuszczak.
W następnym sezonie Foster doznał kontuzji, kiedy niezręcznie upadł i doznał skręcenia kostki, która wykluczyła go z gry na sześć tygodni. Powrócił szybciej i 14 października 2008 r. zagrał pełne 90 minut w wygranym 2:1 meczu rezerw z Oldham Athletic. Zagrał także w Lidze Mistrzów przeciwko Celticowi.
Został powołany do składu Manchesteru United na Klubowe Mistrzostwa Świata 2008, ale złamał palec podczas treningu i jego miejsce zajął Ben Amos. 1 marca 2009 r. w finale Pucharu Ligi Angielskiej na Wembley Stadium, po zachowaniu czystego konta w regulaminowym czasie, Foster w serii rzutów karnych obronił strzał Jamiego O’Hary i Czerwone Diabły wygrały w rzutach karnych 4:1 z Tottenhamem. Długie kontuzje sprawiły, że w dalszych latach podstawowym bramkarzem był Edwin van der Sar.

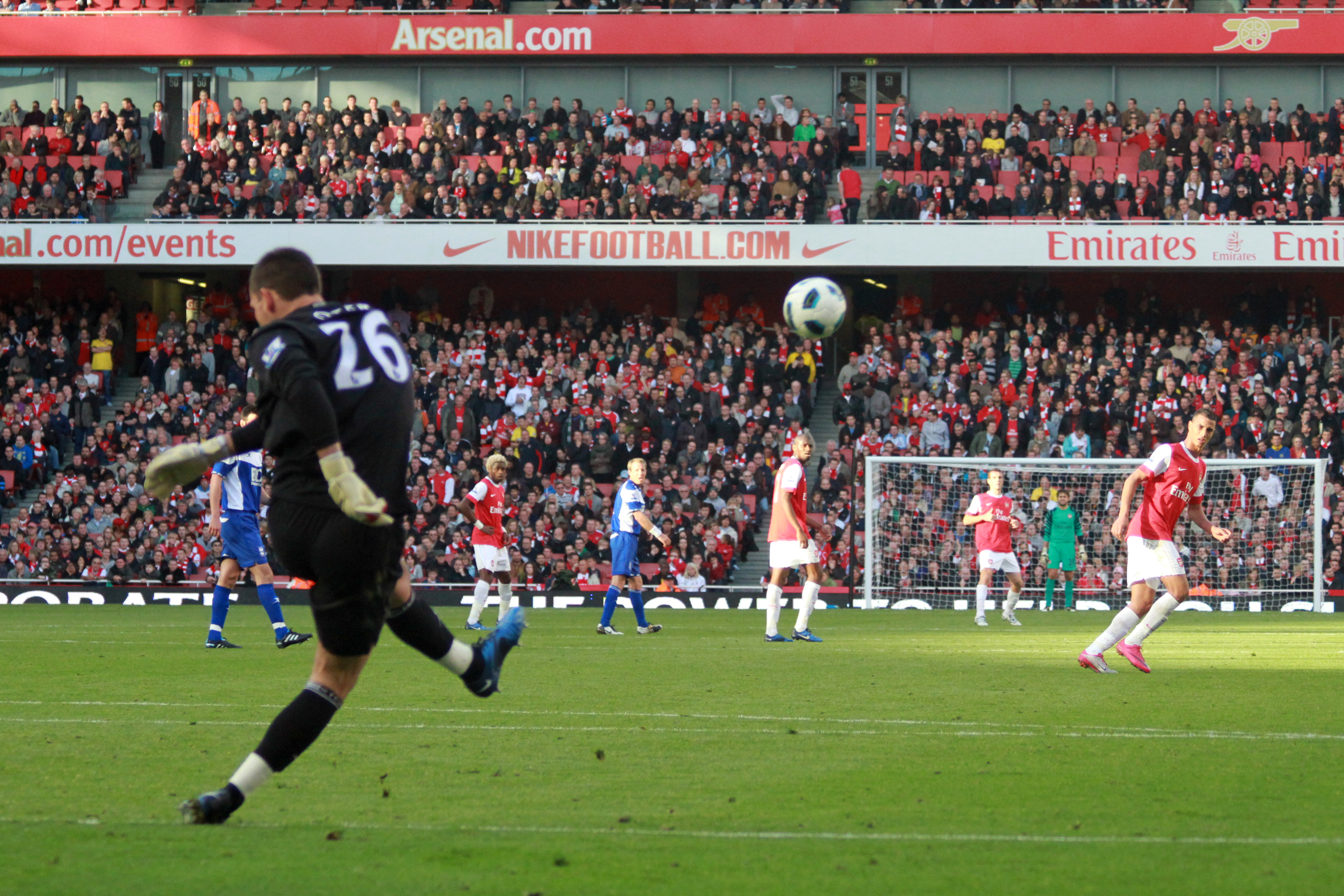
Foster w barwach Birmingham.

W sezonie 2009/2010 van der Sar doznał kontuzji i to Anglik miał możliwość do pokazania swoich umiejętności. Zagrał w meczu o Tarczę Wspólnoty, gdzie United przegrało po rzutach karnych z Chelsea. Foster popełnił błędy przy obu golach dla The Blues. Zagrał w meczu inauguracyjnym z Birmingham i zachował czyste konto. Menedżer drużyny Alex Ferguson powiedział, że wierzy w jego umiejętności i potencjał. Osiem dni później bramkarz znowu popełnił kardynalny błąd, który doprowadził do remisu z Sunderlandem 2:2. Został ostro krytykowany i odsunięty od pierwszego zespołu. Zastąpił go Ben Amos. Następny mecz zagrał dopiero trzy miesiące później w lutym 2010 roku w meczu z West Hamem United, gdzie zachował czyste konto. Następnie Foster został wypożyczony do Birmingham City. Rozegrał tam wszystkie możliwe spotkania ligowe, ale zespół z Birmingham spadł do Championship. Pomimo spadku jego drużyny został on wybrany graczem roku.

### Birmingham City
19 maja 2010 roku Foster podpisał kontrakt z Birmingham City. W tym klubie spędził rok, będąc jego podstawowym zawodnikiem. Zadebiutował w zremisowanym spotkaniu z Sunderlandem 2:2. Foster został najlepszym graczem Birmingham w sezonie. Wraz z drużyną zdobył Puchar Ligi Angielskiej.

### West Bromwich Albion
W dniu 29 lipca 2011 roku dołączył do West Bromwich Albion na zasadzie wypożyczenia. Bramkarz wystąpił w 37 spotkaniach. Został wybrany graczem roku przez fanów West Bromwich. 29 czerwca 2012 roku podpisał stały kontrakt z klubem.
W sierpniu 2023 ogłosił koniec swojej kariery piłkarskiej.

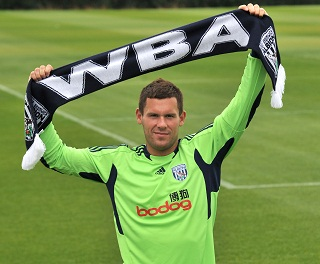
Foster w barwach West Bromwich Albion w roku 2012.

## Kariera reprezentacyjna

### Liczba występów
| Reprezentacja Anglii w piłce nożnej mężczyzn | Reprezentacja Anglii w piłce nożnej mężczyzn | Reprezentacja Anglii w piłce nożnej mężczyzn |
| Rok                                          | Mecze                                        | Gole                                         |
| -------------------------------------------- | -------------------------------------------- | -------------------------------------------- |
| 2007                                         | 1                                            | 0                                            |
| 2008                                         | 0                                            | 0                                            |
| 2009                                         | 3                                            | 0                                            |
| 2010                                         | 1                                            | 0                                            |
| 2011                                         | 0                                            | 0                                            |
| 2012                                         | 0                                            | 0                                            |
| 2013                                         | 1                                            | 0                                            |
| 2014                                         | 2                                            | 0                                            |
| Łącznie                                      | 8                                            | 0                                            |

## Sukcesy

### Klubowe
Manchester United
- Puchar Ligi Angielskiej (2x): 2008/2009, 2009/2010

Birmingham
- Puchar Ligi Angielskiej (1x): 2010/2011

### Indywidualne
- Gracz sezonu w Watfordzie (1x): 2006/2007
- Alan Hardaker Trophy (2x): 2009, 2011
- Gracz sezonu w Birmingham (1x): 2010/2011
- Gracz sezonu w West Bromwich (2x): 2011/2012, 2013/2014
- Najlepszy piłkarz West Bromwich Albion według kibiców: 2011/2012, 2013/2014